# کلیمونت (دلاویر)
کلیمونت (به انگلیسی: Claymont) یک منطقهٔ مسکونی در ایالات متحده آمریکا است که در شهرستان نیوکاسل، دلاویر واقع شده‌است. کلیمونت ۵٫۵ کیلومتر مربع مساحت و ۸٬۲۵۳ نفر جمعیت دارد و ۲۲٫۸۶ متر بالاتر از سطح دریا قرار دارد.